# André Magnan (universitaire)
Cet article concerne l'universitaire et professeur de littérature. Pour l'homme politique de la IIIe République, voir André Magnan. Pour les autres homonymes, voir Magnan.
André Magnan, né en 1939, est un professeur, chercheur et essayiste français. Il est spécialiste du genre épistolaire et de la littérature française du XVIIIe siècle, particulièrement de Voltaire.

## Biographie
André Magnan est né à Fécamp le 30 juillet 1939. Après des études dans cette ville et à l’Université de Caen, il obtient le CAPES en 1963 et l’agrégation en 1964. Il enseigne au lycée d’État de Caen (1964-1966), à l’Université d’Ottawa (1968-1977), au lycée des Pontonniers de Strasbourg (1977-1979), à l’Université de Poitiers (1979-1983), à l’Université de Caen (1983-1991) et à l’Université Paris-Nanterre (1991-2002), dont il est fait professeur émérite en 2002. Il a également été professeur invité à l’Université du Nouveau-Brunswick (1973), à l’Université d’Ottawa (1984, 1985-1986), à Middlebury College (1995) et à la Technologische Universität de Berlin (2005). En 1980, il soutient sa thèse de 3e cycle en littérature française, « Contribution à la biographie de Voltaire : autour du séjour en Prusse », à l’université Paris-Sorbonne (Paris-IV).
André Magnan a consacré ses travaux à plusieurs auteurs du XVIIIe siècle, mais il s’est surtout concentré sur trois questions.
En 1981, il a été un des fondateurs de l’Association interdisciplinaire de recherches sur l’épistolaire, qu’il a présidée de 1989 à 1994. S’il a beaucoup publié sur la correspondance de Voltaire, notamment avec la comtesse de Bentwick, il a aussi consacré des textes à d’autres épistoliers, notamment Jean-Jacques Rousseau, Beaumarchais et Condorcet.
En 1983, son ouvrage Rameau le neveu a transformé la lecture du roman de Diderot, selon Lucette Pérol.
À l’origine de la Société Voltaire avec Andrew Brown et Ulla Kölving en 2000, il en a été le président depuis sa fondation jusqu'en 2008. Il a publié nombre de travaux dans la revue de cette société, les Cahiers Voltaire, mais aussi dans des revues et des ouvrages collectifs, cela depuis sa première édition de Candide en 1969. Son Dossier Voltaire en Prusse (1750-1753) propose notamment « une analyse méticuleuse et convaincante » des « lettres de Prusse » dont la plupart auraient en fait servi à construire un simulacre de correspondance témoignant de la désillusion de Voltaire à l'égard de Frédéric II.

## Publications

### Livres

#### Études
- Dossier Voltaire en Prusse (1750-1753), Studies on Voltaire and the Eighteenth Century, no 244, 1986, xii/441 p.  (ISSN 0435-2866)
- Voltaire. Candide ou l’Optimisme, Paris, Presses universitaires de France, coll. « Études littéraires », no 18, 1987, 125 p.  (ISBN 2 13 040126 0)  (ISSN 0764-1621)
- Rameau le neveu. Textes et documents, Paris et Saint-Étienne, CNRS éditions et Publications de l’Université de Saint-Étienne, coll. « Lire le XVIIIe siècle », no 11, 1993, 246 p. Ill.  (ISBN 2-271-05091-X)
- L’affaire Paméla. Lettres de Monsieur de Voltaire à Madame Denis, de Berlin, Paris, Éditions Paris-Méditerranée, 2004, 246 p.

#### Ouvrages collectifs
- Expériences limites de l’épistolaire. Lettres d’exil, d’enfermement, de folie. Actes du Colloque de Caen. 16-18 juin 1991, Paris, Honoré Champion, coll. « Bibliothèque de littérature moderne », no 17, 1993, 460 p.  (ISBN 2-85203-302-X)  (ISSN 1159-0726)
- Inventaire Voltaire, Paris, Gallimard, coll. « Quarto », 1995, 1 479 p. Avec Jean Goulemot et Didier Masseau.  (ISBN 2-07-073757-8)

#### Éditions de textes
- Voltaire, Candide ou l’Optimisme, Paris, Bordas, coll. « Petits classiques Bordas », 1969. Édition d’André Magnan. Réédition : Paris, Bordas, coll. « Univers des lettres Bordas », 1984, 191 p.  (ISBN 2-04-016091-4)  (ISSN 0249-7220)
- Une femme des Lumières. Écrits et lettres de la comtesse de Bentinck (1715-1800), Paris, CNRS, 1997, 222 p. Édition d’André Magnan et Anne Soprani.
- Voltaire, Candide ou l’Optimisme, Ferney-Voltaire, Atelier du livre, 2006, 128 p. Ill. Illustrations de Hugh Bulley. Édition d’André Magnan.  (ISBN 2-84559-039-3)
- Jean Tardieu, Candide, Ferney-Voltaire, Centre international d’étude du XVIIIe siècle, coll. « Publications de la Société Voltaire », no 2, 2010, 64 p. et un cédérom. Ill. Musique de Claude Arrieu. Présentation de Delphine Hautois, André Magnan et Morgane Paquette. Préface de Christiane Lemire.  (ISBN 978-2-84559-065-6)  (ISSN 2104-6425)

### Articles et chapitres de livres (sélection)

#### Lacorrespondance
- « Le Nouveau Manuel épistolaire de Chaudon et la correspondance de Voltaire : lettres oubliées, variantes et notes critiques », Dix-huitième siècle, no 6, 1974, p. 259-275.
- « “Porter tout à l’extrême…” La destination des lettres de Rousseau “À M. de Malesherbes” de janvier 1762 », dans André Magnan (sous la dir. de), Expériences limites de l’épistolaire. Lettres d’exil, d’enfermement, de folie. Actes du Colloque de Caen. 16-18 juin 1991, Paris, Honoré Champion, coll. « Bibliothèque de littérature moderne », no 17, 1993, p. 247-260.  (ISBN 2-85203-302-X)  (ISSN 1159-0726)
- « Une lettre oubliée de Beaumarchais sur l’édition de Kehl et sur la genèse de Candide », dans Michel Delon et Catriona Seth (sous la dir. de), Voltaire en Europe. Hommage à Christiane Mervaud, Oxford, Voltaire Foundation, 2000, p. 307-319.  (ISBN 0 7294 0727 6)
- Magnan, André « La navette Condorcet-Ruault, archive centrale du “Voltaire” de Kehl : outils, pilotis, datations, documents pour l’histoire littéraire », dans Nicolas Rieucau, avec la collaboration de Claire Bustarret, Annie Chassagne et Christian Gilain (sous la dir. de), La Correspondance de Condorcet : documents inédits, nouveaux éclairages. Engagements politiques (1775-1792), Ferney-Voltaire, Centre international d’étude du XVIIIe siècle, 2014, p. 139-202.  (ISBN 9782845591035)

#### Denis Diderot
- « Une lettre oubliée de Diderot », Diderot Studies, no XVIII, 1975, p. 139-144.
- « De Rameau le neveu au Neveu de Rameau », Revue d’histoire littéraire de la France, vol. 93, no 5, septembre-octobre 1993, 659-668.
- « “S’appeler Rameau” », dans Franck Salaün et Patrick Taïeb (sous la dir. de), Musique et pantomime dans le Neveu de Rameau, Paris, Hermann, coll. « Fictions pensantes », 2016.  (ISBN 9782705692810)

#### Voltaire
- « Voltaire, l’Ingénu, VI, 3-65 : le fiasco et l’aporie », dans Sylvain Menant et Christiane Mervaud (sous la dir. de), Le siècle de Voltaire. Hommage à René Pomeau, Oxford, The Voltaire Foundation, 1987, p. 621-631.
- « Le Voltaire inconnu de Jean-Louis Wagnière », L’infini, no 25, printemps 1989, p. 61-108.
- « Voltaire, Traité sur la tolérance. Documentation bibliographique », L’information littéraire, vol. 51, no 3, juillet-septembre 1999, p. 45-48.
- Decroix, Charles-Antoine et Marie-Hélène Bessière, Ecrelinf : Voltaire imaginaire, Lille et Amiens, La Fontaine et Librairie du labyrinthe, 2005, 49 p. Préface d’André Magnan.
- « “Ces véritables voix humaines…” : Voltaire en histrion d’une tolérance théiste », dans Jürgen Siess (édit.), Qu’est-ce que la tolérance ? Perspectives sur Voltaire, Ferney-Voltaire, Centre international d’étude du XVIIIe siècle, coll. « Publications du Centre international d’étude du XVIIIe siècle », no 12, 2002, p. 87-101.  (ISBN 2-84559-011-3)  (ISSN 1298-1699)
- « Aux origines de l’édition de Kehl. Le Plan Decroix-Panckoucke de 1777 », Cahiers Voltaire, no 4, 2005, p. 83-124. Avec Andrew Brown.  (ISBN 2-84559-033-4)
- « Voltaire et l’infâme », L’infini, no 128, automne 2014, p. 17-47.

## Sources
- Gavoty, Stéphanie Géhanne et Alain Sandrier (sous la dir. de), Les neveux de Voltaire, à André Magnan, Ferney-Voltaire, Centre international d’étude du XVIIIe siècle, coll. «Publications de la Société Voltaire», no 4, 2017, xxvi/296 p.  (ISBN 978-2-84559-124-0)  (ISSN 2104-6425)
- Lucette Pérol, « Rameau le neveu », Recherches sur Diderot et sur l'Encyclopédie, vol. 17, no 1,‎ 1994, p. 167-168 (lire en ligne)
- David Williams, « Dossier Voltaire en Prusse (1750-1753). By André Magnan », The Modern Language Review, vol. 84, no 2,‎ 1989, p. 473-474.